# Caravaggio (film din 1986)
Caravaggio  este un film britanic  din 1986 regizat și co-scris de Derek Jarman. Rolurile principale au fost interpretate de actorii Nigel Terry, Sean Bean și Tilda Swinton. Filmul prezintă povestea fictivă a vieții pictorului italian Michelangelo Merisi da Caravaggio (1571–1610) .

## Distribuție
- Noam Almaz - Caravaggio copil
- Dawn Archibald - Pipo
- Sean Bean - Ranuccio
- Jack Birkett - papa Clement al VIII-lea
- Sadie Corre - prințesa Collona
- Una Brandon-Jones - femeie plângând
- Imogen Claire - doamna cu bijuterii
- Robbie Coltrane - Scipione Borghese
- Garry Cooper - Davide
- Lol Coxhill - preot bătrân
- Nigel Davenport - Giustiniani
- Vernon Dobtcheff - colecționar de artă
- Terry Downes - Bodyguard
- Dexter Fletcher - Caravaggio tânăr
- Michael Gough - cardinalul Del Monte
- Jonathan Hyde - Baglione
- Spencer Leigh - Jerusaleme
- Emile Nicolaou - Jerusaleme tânăr
- Gene October -  Model Peeling Fruit
- Cindy Oswin - Lady Elizabeth
- John Rogan - funcționar al Vaticanului
- Zohra Sehgal - bunica lui Jerusaleme
- Tilda Swinton - Lena
- Lucien Taylor - băiatul cu chitara
- Nigel Terry - Caravaggio
- Simon Fisher Turner - Fra Fillipo